# Katie Douglas
Pour les articles homonymes, voir Katie Douglas (actrice) et Douglas.
Katie Douglas, née le 7 mai 1979 à Indianapolis, Indiana, est une joueuse américaine de basket-ball, évoluant au poste d'arrière, ailière.

## Biographie

### Carrière universitaire
Après avoir passé ses années de lycée à Indianapolis, elle effectue sa carrière universitaire avec Boilermakers de Purdue. Elle y remporte un titre de NCAA en 1999 - le premier titre universitaire de l'université en basket-ball, homme et femme réuni - puis participe à une deuxième finale deux ans plus tard - finale perdue face à Notre Dame. Durant cette période, les joueuses de Purdue trois tournois de la Big Ten Conference, de 1998 à 2000, et disputent à quatre reprises le tournoi final de la NCAA, disputant le Elite Eight - quart de finale - en 1998. Elle remporte également de nombreuses distinctions personnelles : elle est désignée All-American par l'Associated Press en 2000 et 2001, par la State Farm/WBCA pour les deux même saison, et de manière identique par U.S. Basketball Writers Association. Elle est nommée dans le meilleur cinq du Final Four en 1999 et 2001 et dans le premier du tournoi de la Big Ten Conference en 1999, 2000 et 2001.

### Carrière en WNBA
À sa sortie, elle est recrutée par le Miracle d'Orlando lors de la Draft WNBA 2001 en 10e position et y joue cinq saisons. Elle participe au déménagement de sa franchise vers Uncasville sous le nouveau maillot du Sun du Connecticut. Elle participe à deux finales WNBA en 2004, 2005 et est élue MVP du WNBA All-Star Game 2006 : elle réussit 16 points, dont quatre tirs à trois points, cinq rebonds et quatre passes. Elle figure à trois reprises dans le Top 10 du classement des marqueuses : elle est huitième en 2006 avec 16,4, neuvième avec 17,0 l'année suivante et sixième en 2009 avec une moyenne de 17,6. C'est également une excellente interceptrice avec quatre places dans le top 10 : quatrième avec 1,9 en 2006, sixième avec 1,9 l'année suivante, et neuvième en 2008 et 2009 avec respectivement 1,6 puis 1,9. Elle figure également une fois dixième du classement du nombre total de passes sur une saison en 2007 avec 125 réussites. Cela se traduit par de nombreuses nominations individuelles : elle figure dans le premier cinq de WNBA (All-First Team) en 2006 et dans le second cinq (All-Second Team) à trois reprises, en 2007, 2009, 2010. Ses interceptions contribuent également à sa renommée de joueuse défensive, qualité qui est récompensée par trois nominations dans le premier cinq défensif de WNBA (All-Defensive Team) 2005, 2006, 2007 et une dans le second cinq (All-Defensive Second Team) en 2010.
En 2008, elle rejoint l'Indiana réussissant 15,4 points par match en six saisons, atteignant deux fois les Finales WNBA. En 2012, elle établit son record personnel de 80 paniers à trois points réussis, l'année du premier titre WNBA du Fever, aux côtés de Tamika Catchings. Elle obtient trois sélections en tant qu'All-Star mais après une saison quasiment blanche en 2013 (4 rencontres de championnat disputées) en raison de soucis au dos, elle décide de retourner jouer avec Connecticut. 
Elle effectue une grande année 2014, gagnant une cinquième sélection pour le All-Star-Game. Elle réussit 64 paniers à trois points, pour battre le précédent record de la franchise et établir une nouvelle marque avec 383 réussites.  En 1 040 minutes, elle marque 13,2 points avec 69 passes décisives et 106 rebonds en 32 rencontres. Mal remise de douleurs au dos, elle annonce en mai 2015 mettre un terme à sa carrière.

### Carrière en Europe
Durant l'inter-saison WNBA, elle joue dans les ligues européennes, en Grèce puis en Lituanie où elle participe à l'Euroligue. Avec 20,4 points, Elle est la meilleure marqueuse de la ligue lors de la saison 2004-2005 - édition dont le club de Vilnius termine en troisième position après une défaite 66 à 58 face à Samara - puis est élue dans le cinq majeur de la compétition l'année suivante en étant de nouveau la meilleure marqueuse de la compétition avec 20,8. Pour la seconde année consécutive, Vilnius parvient au Final Four mais comme la saison précédente, c'est Samara qui empêche Vilnius d'atteindre la finale.
Les saisons suivantes, ses statistiques en Euroligue régressent : elle inscrit 14,8 points en 2007, 16,3 en 2008 et 12,7 en 2009. Ses clubs successifs, Vilnius, Valence et CSKA Moscou s'inclinent en quart de finale par deux fois puis en huitième de finale.
Lors de la saison 2010-2011, elle est nommée à deux reprises meilleure joueuse de la journée,. Avec son équipe de Valence, elle dispute un nouveau Final Four mais elle échoue de nouveau en demi-finale, face à un autre club espagnol, Salamanque.
Elle dispute à trois reprises, en 2006, 2007 et 2011, le All Star Game de l'Euroligue, match qui oppose une sélection de joueuses européennes à une sélection du reste du monde.

## Club
- -2001 : Purdue University
- 2003 :  DAS Áno Liósia
- 2003-2004 :  S.U. Glyfáda Esperídes Kýklos
- 2004-2007 :  TEO Vilnius
- 2008-2009 :  Ros Casares Valencia
- 2008-2009 :  CSKA Moscou
- 2009-2010 :  Galatasaray SK
- 2010-2011 :  Ros Casares Valencia
- 2011-2012 :  Nadejda Orenbourg
- 2012-2013 :  Wisla Cracovie

### WNBA
- 2001-2002 : Miracle d'Orlando
- 2003-2007 : Sun du Connecticut
- 2008-2013 : Fever de l'Indiana
- depuis 2014 : Sun du Connecticut

## Palmarès

### Club
- Championne NCAA 1999
- Championne WNBA 2012
- Finale WNBA 2004, 2005 et 2009
- Championnat de Lituanie 2005

### Distinctions personnelles
- Meilleur cinq du final four de Euroligue féminine de basket-ball 2005-2006 avec TEO Vilnius
- Meilleure marqueuse de Euroligue féminine de basket-ball 2004-2005 avec TEO Vilnius
- MVP du WNBA All-Star Game en 2006 [4]
- Sélection au WNBA All-Star Game : 2006, 2007, 2009, 2011et 2014[11]
- Sélection WNBA pour de la rencontre The Stars at the Sun en 2010[12].
- Meilleur cinq défensif de la WNBA 2005, 2006, 2007[5]
- Second cinq défensif de la WNBA 2008, 2010[5], 2011[13]
- Meilleur cinq de la WNBA (2006[5])
- Second meilleur cinq de la WNBA (2007, 2009, 2010[5])